# Oltar Domcija Ahenobarba
Oltar Domicija Ahenobarba (italijansko Ara di Domizio Enobarbo), ki ga imenujemo tudi Kiparska skupina baze Domicija Ahenobarba, je serija štirih kiparskih marmornih plošč, ki so verjetno krasile bazo, ki je podpirala kultne kipe v celi Neptunovega  templja v Rimu na Marsovem polju.
Friz je datiran v konec 2. stoletja pred našim štetjem , zaradi česar je to drugi najstarejši rimski relief, ki je trenutno znan . Obstaja tudi sočasen relief, ki prikazuje rimsko ladjo biremo z oboroženimi mornarji   iz templja v  Palestrini, zgrajen c. 120 pr. n. št. 
Izdelane plošče so še danes vidne, en del je razstavljen v Louvru (MA 975) in drugi v Gliptoteki v Münchnu (inv. 239). Kopijo tega drugega dela si lahko ogleda v muzeju Puškin v Moskvi.

## Okvir
Baza je bila najdena v Neptunovem templju, zgrajenem v bližini Circus Flaminius, na Marsovem polju. Ostanki tega templja so bili nedavno odkriti pod cerkvijo Santa Maria in Publicolis, vendar njihova identifikacija ostaja negotova. 

## Zgodovina

### Antika
Zdi se, da so reliefi nastali med gradnjo Neptunovega templja na Marsovem polju. Splošno, verjetno je Domicij Ahenobarb obljubil, da bo zgradil tempelj za boga morja po pomorski zmagi, morda tisti, ki jo je dobil na Samosu v 129 ali 128 proti Evmenu III., ki je poskušal nasprotovati donaciji Pergamona Rimu po volji kralja Atala III. Gradnja templja (ali obnova že obstoječega templja) sega šele leta 122 pred našim štetjem, ko je Domici Ahenobarb postal konzul. 
Reliefi iz osnove kultnega kipa, ki so bili prvotno sestavljeni samo iz mitoloških prizorov, so bili dokončani po cenzuri Domicija Ahenobarba leta 115 pr. n. št. Druge hipoteze pa kažejo na cenzuro L. Valerija Flakca in Marka Antonija Oratorja, ki ju je mogoče povezati tudi z motivi reliefov. 
Leta 41 pr. n. št. je Domicij Ahenobarb (potomec omenjenega), zagovornik republikanske stranke in Cezarjevih atentatorjev, skoval aureusa ob zmagi nad pristašem Oktavijana, ki je prikazal podobo njegovega prednika na licu in tetrastil templja na hrbtni strani kovanca, z napisom NEPT CN DOMITIUS LF IMP (Cn. Domitius, sin Luciusa, Imperator, za Neptuna) .

### Renesansa
Reliefi so omenjeni leta 1629 in 1631, ko so jih odkrili pri delih rimske družine Santacroce med letoma 1598 in 1641, med katerimi je bila predvsem gradnja in širitev palače blizu Tiberi, delo arhitekta Peparellija. Reliefi so bili ponovno uporabljeni kot dekoracija v dvorišču palače, kjer so potrjeni leta 1683.

## Opis
Kljub imenu, reliefi verjetno prvotno niso bili del oltarja, ampak velika pravokotna podlaga (5,6 m dolga, 1,75 m široka in 0,8 m visoka), [7] ki naj bi podpirala kultne kipe. Med njimi so bila dela, ki so bila pripisana grškemu kiparju Skopasu, kot je pomembna kiparska skupina z Neptunom, Tetido, Ahilom, Nereidami, Tritonom in Forkisom z morskimi pošastmi in drugimi fantastičnimi bitji. 
Reliefi so sestavljeni iz dveh velikih plošč na daljših straneh podnožja in dveh manjših plošč za krajši stranici. Velika plošča, ki je ohranjena v Louvru, je značilna za rimsko državljansko umetnost in prikazuje prizorišče, ki bi ga v tem obdobju našli le v Rimu: popis (census). Ostale tri plošče prikazujejo mitološko temo v helenističnem slogu: poroko Neptuna in Amfitrita. Glede na razliko v slogu, predmetu in materialu se domneva, da dva friza nista sodobna. Zdi se, da sta bila mitološka friza izvedena že prej in pokrivala tri vidne strani baze, ki bi bile prvotno povezane z zadnjo steno cele. Nekaj let kasneje bi bila baza premaknjena stran od stene, s čimer bi se osvobodila četrta stran, ki prikazuje popis.

### Zgodovinski prizori
Zgodovinska plošča baze, dolga 5,65 metra, visoka 0,80 metra in debela 0,015 metra, je osnovni relief iz paroškega marmorja, ki prikazuje različne faze popisa rimskega državljana. Relief, ki je eden prvih primerov kontinuiranega pripovednega stila, se bere z leve proti desni in ga lahko razdelimo v tri prizore: vpis rimskih državljanov v register popisa, obredno očiščenje vojske pred oltarjem, posvečenim Marsu, in zbiranje vojakov.

### Prvi prizor
Na levi strani reliefa je uradnik, ki sodeluje pri popisu (iurator ali 'zapriseženec'), zapiše identiteto in imetje človeka, ki stoji pred njim, z voskasti tablico v eni roki in stegovanjem k drugemu, v gesti prisege (professio). Njegove izjave so zapisane v kodeksu, sestavljenem iz dveh lesenih tabulae, ki jih ima iurator na kolenih. Še šest takih kodeksov je mogoče videti pod njegovimi nogami . Identiteta tega človeka ni povsem gotova, njegovo identifikacijo kot iuratorja izpodbija podrobnost: zdi se, da nosi calcei, posebne čevlje rezervirane za posameznike senatorskega ranga. Torej bi lahko bil celo eden od dveh cenzorjev.
Ta prizor označuje začetek rimskega popisa, v katerem so bili popisani vsi rimski državljani. Na podlagi bogastva vsakega posameznika se je cenzor, rimski sodnik tukaj, izkazal za pravico državljana, ki je opravljal poklic in določil, kdo bo sedel v senatu in kdo bo služil v vojski, kar so Rimljani smatrali za čast. Cenzor je prikazan z eno roko na rami četrte osebe, ki nosi togo. S to gesto (manumissio) cenzor sprejme njegovo izjavo in poda svojo sodbo (discriptio), ki je zaključila postopek dodelitve posameznika v razred. Državljan pokaže na vojaka pehote s svojo roko, ki mu kaže centurijo, ki ji pripada . Prizor lahko prikaže cenzuro Cn. Domicija Ahenobarba in L. Kekilija Metela leta 115 pr. n. št.

### Drugi prizor
Sledi religiozna scena, slovesnost lustrum, ki je legitimirala popis in mu predseduje eden od dveh cenzorjev, ki se z desnico dotakne Marsovega oltarja. Mars je predstavljen v polnem oklepu levo od oltarja. Na desno vodijo tri žrtvovane žrtve, bika, ovna in prašiča (suovetaurilia), ki jih je treba žrtvovati v čast boga, da bi zagotovili srečo za odhod vojakov. Cenzorju med slovesnostjo pomagajo mladi pomočniki (camilla), eden v procesu nalivanja lustralne vode. Za Marsom, dva glasbenika spremljata žrtve, eden igra na liro, drug na avlos . Enako jih spremlja camillus, ki stoji za oltarjem in poje precatio ('molitev') . Drugi cenzor napreduje za žrtvami in drži prapor (vexillum).

### Tretji prizor
Nazadnje sta na skrajni desni strani reliefnega pasu dva vojaka pehote in konjenik (eques) s svojim konjem. Poleg drugih dveh vojakov pehote, ki sta upodobljena v prvem in drugem prizoru, ta prizor spominja na obstoj štirih razredov mobilizirane pehote (pedites) in razreda konjenice, ki je nastala iz plemstva. 

### Mitološki prizori
Plošče z mitološkim prizorom, morskim tiasosom poznega helenističnega sloga, so narejene iz drugačnega marmorja, ki izvira iz Male Azije. [7] [3] Ohranjene so v Gliptoteki v Münchnu. Reliefi verjetno prikazujejo poroko Neptuna in Amfitrita.
V središču scene sta Neptun in Amfitrit sedeča na vozu, ki ga vlečeta dva Tritona, ki plešeta na glasbo. Spremljajo jih številna fantastična bitja, Tritonsi in Nereide, ki sestavljajo spremstvo poročnega para. Na levi Nereida jaha morskega bika in nosi darilo. Na desni se mati Amfitrite, Doris, pomika proti paru, jaha na morskem konju in v vsaki roki drži poročno baklo, da bi osvetlila procesijsko pot. Desno od nje je Eros, bitje, povezano z Venero. Za poročnim parom Nereido spremljata še dva Erota in jahajo na morskem konjičku in nosijo še eno darilo.

### Glavna dela
- Cels Saint-Hilaire, Janine (2011). La République romaine: 133-44 av. J.-C (v francoščini). Armand Colin.
- De Chaisemartin, Nathalie (2003). Rome - Paysage urbain et idéologie: Des Scipions à Hadrien (IIe s. av. J.-C.-IIe s. ap. J.-C.) (v francoščini). Armand Colin.
- Coarelli, Filippo (2007). Rome and environs: an archaeological guide. University of California Press. ISBN 978-0-520-07961-8.

### Analiza reliefov
- Stilp, Florian (2001). Mariage et Suovetaurilia: étude sur le soi-disant " Autel de Domitius Ahenobarbus " (v francoščini). Rome: Giorgio Bretschneider.
- Coarelli, Filippo (1968). »L'" Ara di Domizio Enobarbo " e la cultura artistica in Roma nel II secolo a.C.«. Dialoghi di Archeologia (v italijanščini). 3: 302–368.
- Torelli, Mario (1992). Typology and Structure of Roman Historical Reliefs. University of Michigan Press. str. 5–16.